# Pure (Boney James)
Pure è il nono album in studio del sassofonista statunitense Boney James, pubblicato il 3 agosto 2004.

## Tracce
1. Pure – 4:38
2. Better With Time – 5:26
3. 2:01 A.M. – 5:04
4. Stone Groove – 4:47
5. Appreciate – 3:34
6. Here She Comes – 4:14
7. Break of Dawn – 4:49
8. It's On – 3:29
9. Thinkin' 'bout Me – 4:02
10. You Don't Have to Go Home – 4:06